# غابرييل خافير
غابرييل خافير (بالبرتغالية: Gabriel Xavier) (15 يوليو 1993 في ساو باولو في البرازيل – )؛ هو لاعب كرة قدم كان يلعب كلاعب وسط.

## وصلات خارجية
- غابرييل خافير على موقع رابطة كرة القدم اليابانية للمحترفين (اليابانية)
- غابرييل خافير على موقع قاعدة بيانات كرة القدم.إي يو (الإنجليزية)
- غابرييل خافير على موقع Soccerway.com (الإنجليزية)
- غابرييل خافير على موقع عالم كرة القدم.نت (الإنجليزية)
- غابرييل خافير على موقع AS.com (الإسبانية)